# Stowe (Buckinghamshire)
| Stowe             | Stowe                  |
| Basisdaten        | Basisdaten             |
| ----------------- | ---------------------- |
| Status            | Civil Parish           |
| Region            | South East England     |
| Unitary Authority | Buckinghamshire        |
| Land              | England                |
| Staat             | Vereinigtes Königreich |
| Bevölkerung       | 854 (2001)             |
| Vorwahl           | 01280                  |
| Postleitzahl      | MK18                   |

Stowe ist ein Dorf in der Unitary Authority Buckinghamshire, England und liegt zwei Meilen nordwestlich von Buckingham. Eine Kurve im Silverstone Circuit ist nach dem Dorf benannt.
In Stowe House, unter anderem berühmt für seinen englischen Landschaftsgarten, ist die Stowe School, ein 1923 gegründetes Internat (boarding school) beheimatet.

## Geschichte
Ursprünglich wurde das Dorf in der Herrschaftszeit der Angelsachsen erbaut. Stowe wurde nach einem alten, heiligen Ort einiger Angesehener der Angelsachsen benannt. Es wurde Mitte des 17. Jahrhunderts erstmals verlassen, als der adlige Politiker Sir Peter Temple (1592–1653) einen großen Hirschpark in der Nähe anlegte. Die kleine Kirche ist aus der damaligen Zeit erhalten geblieben, und der christliche Gottesdienst wird dort jeden Sonntag abgehalten. Am Rand des Dorfes liegen die Weiler Boycott, Dadford und Lamport.
John Vanbrugh errichtete 1726 in den Gartenanlagen eine Pyramide, die nach seinem Tod im selben Jahr dem Andenken dieses Dichters und Architekten gewidmet worden ist.

## Stowe House
Früher war im Stowe House der Sitz der Viscount Cobham. Heute beherbergt sie die Schule von Stowe.
Gebäude und Garten, der viele Monumente einschließt, wurden 1990 in die National Trust aufgenommen und sind der Öffentlichkeit teilweise zugänglich.

## Stowe in Filmen
Wegen seiner schönen Landschaft war Stowe Drehort vieler Filme, u. a.:
- In guten wie in schweren Tagen
- Indiana Jones und der letzte Kreuzzug
- Der Sternwanderer
- Lebenszeichen – Proof of Life
- James Bond 007 – Die Welt ist nicht genug
- The Wolfman

## Persönlichkeiten
- Richard Temple-Nugent-Brydges-Chandos-Grenville, 2. Duke of Buckingham and Chandos (1797–1861), Politiker (Tory)